# 1999 XE157
1999 XE157 är en asteroid i huvudbältet som upptäcktes den 8 december 1999 av LINEAR i Socorro County, New Mexico.
Den tillhör asteroidgruppen Themis.